# Kladruby (powiat Rokycany)
Kladruby – gmina w Czechach, w powiecie Rokycany, w kraju pilzneńskim.
1 stycznia 2017 gminę zamieszkiwało 161 osób, a ich średni wiek wynosił 46,2 roku.